# Contrato del siglo (1994)

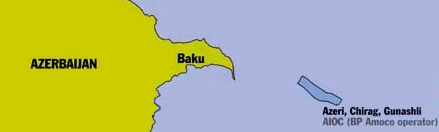
Yacimiento Azeri – Chirag - Guneshli

El Contrato de siglo (en azerí: Əsrin müqaviləsi) fue un acuerdo firmado el 20 de septiembre de 1994 en el Palacio Gulustan de Bakú, entre once de las grandes empresas internacionales especializadas en la extracción de petróleo en ocho países del mundo. Se trató, por tanto, de un contrato a gran escala sobre el desarrollo conjunto de tres yacimientos petroleros — "Azeri-Chirag-Guneshli" en el sector azerbaiyano del Mar Caspio, que debido a su alta importancia se denominó "Contrato del siglo".
Estas estructuras empezaron a funcionar con la obtención de la autoridad jurídica con la que el presidente de Azerbaiyán suscribió el Decreto especial el 2 de diciembre de 1994. En diciembre de 1994, el “Contrato de siglo” fue aprobado en el parlamento de Azerbaiyán. Después de que el presidente de la República Azerbaiyana suscribiese el decreto este contrato entró en vigor como ley. 
El "Contrato del siglo" entró en la lista de los acuerdos más importantes tanto por el número de reservas de hidrocarburos como por el volumen total de las inversiones previstas. El acuerdo sobre la proporción de la distribución de los productos de los yacimientos de aguas profundas de 400 páginas y fue compuesto en 4 lenguas. 
El "Contrato del siglo" abrió el camino de la firma de 26 acuerdos más, con la participación de 41 empresas petroleras de 19 países del mundo.

## Participantes

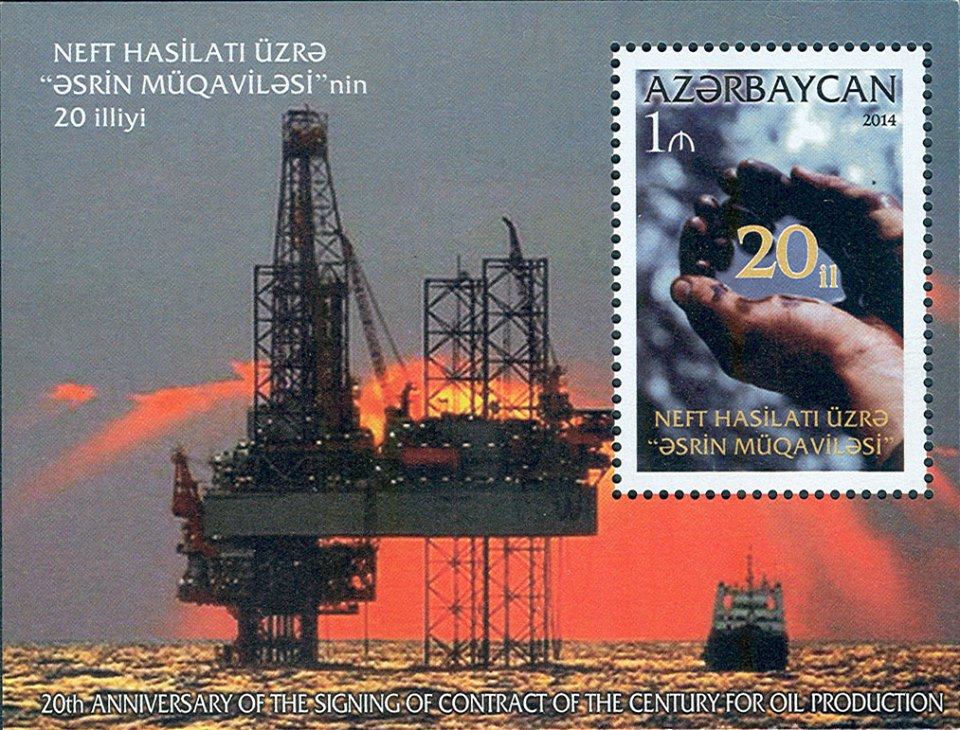
Sello, dedicado al 20 aniversario del contrato, 2014

En el "Contrato del siglo" participaron 13 empresas (Amoco, BP, MCdermott, UNICAL, Cepra, Lukoil, Statoil, Exxon, Тurkish petroleum, Penzoil, ITOCHU, Remco, Delta) de 8 países (Azerbaiyán, Turquía, Estados Unidos, Japón, Reino Unido, Noruega, Rusia y Arabia Saudita).
Después de firma del contrato, los participantes crearon las estructuras directivas – Comité Directivo, Compañía Internacional de Negocios de Azerbaiyán (AMOK) y Consejo Asesor. 
En el marco del “Contrato del siglo”, el 80% de los beneficios netos totales es para Azerbaiyán y el 20% para otras compañías.

## Importancia
Tras la firma del acuerdo, la plataforma “Chirag” se remodeló según las normas internacionales en 1995 en el marco de la producción primaria del petróleo, y se  equipó con las tecnologías más avanzadas. La nueva plataforma petrolífera permitió perforar las capas horizontales de los pozos del petróleo. En 1997 comenzó la extracción del petróleo del yacimiento “Chirag”.
También se recuperó y modernizó la parte azerbaiyana del oleoducto Bakú – Novorosíisk  de longitud de 231 kilómetros. Por primera vez, el 25 de octubre de 1997 el petróleo azerbaiyano fue entregado en puerto de Novorosíbirsk.
Los dos primeros tanques cargados de petróleo azerbaiyano aparecieron en el mercado mundial en diciembre de 1999.
En 2002 se sentaron las bases del oleoducto Bakú – Tifli – Djeyhan, previstas en el “Contrato del siglo”. El 25 de mayo de 2006 se celebró la ceremonia de inauguración del oleoducto y en 2006 comenzó la transportación del petróleo azerbaiyano desde el puerto turco de Djeyhan.

## Nuevo contrato
El 14 de septiembre de 2017,  el presidente de Azerbaiyán Ilham Aliyev firmó el “Nuevo Contrato del Siglo” sobre el desarrollo de campos de petróleo y gas Azeri-Chirag-Gunashli (ACG) en el sector azerbaiyano del Mar Caspio. Comenzó así un nuevo período el desarrollo del yacimiento Azeri – Chirag – Guneshli. El acuerdo fue firmado por los representantes del gobierno azerbaiyano, y las compañías petroliferas SOCAR, BP, Chevron, Impex, Statoil, ExxonMobil, TP, Itochu y ONGG Videsh. El acuerdo se prorrogó hasta el año 2050. BP sigue siendo el operador pfincipal del proyecto ySOCAR aumentó su parte del 11% al 25%. Según el tratado, el 75% del beneficio sigue estando a disposición de Azerbaiyán.

## Día de los petroleros
El 16 de agosto de 2001 el presidente de Azerbaiyán Heydar Aliyev firmó un decreto, según el cual el día de la firma del “Contrato del siglo” (20 de septiembre) se celebrará como el Día de los petroleros de Azerbaiyán.